# Алфен (Гелдерланд)
Алфен (нід. Alphen), також відоме як Алфен-ан-де-Мас (нід. Alphen aan de Maas) — село в нідерландській провінції Гелдерланд. Входить до муніципалітету Вест-Мас-ен-Вал. Перша згадка про населений пункт датується 1144-им роком.
До 1818 року мало статус окремого муніципалітету.

## Галерея

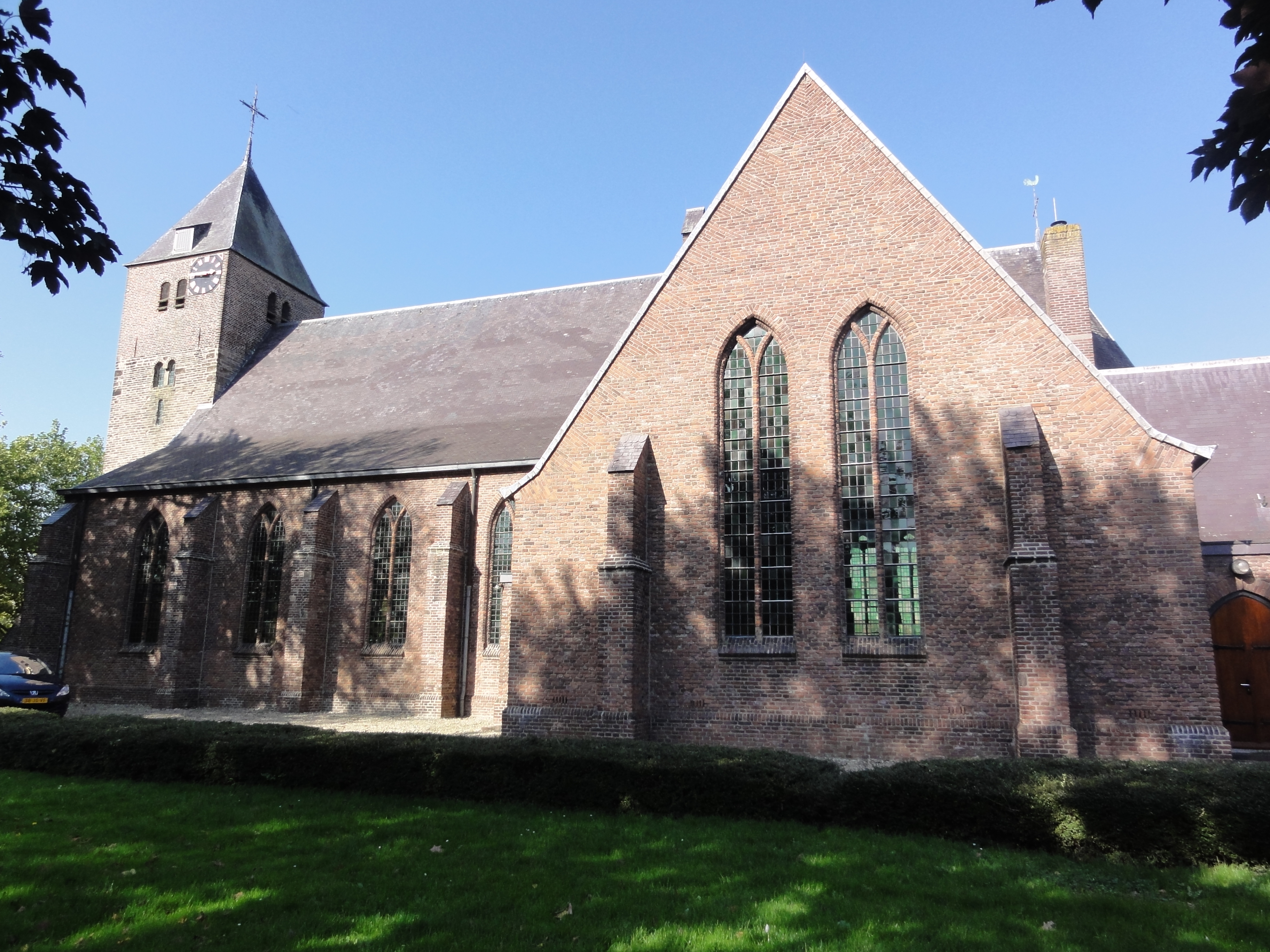
Церква
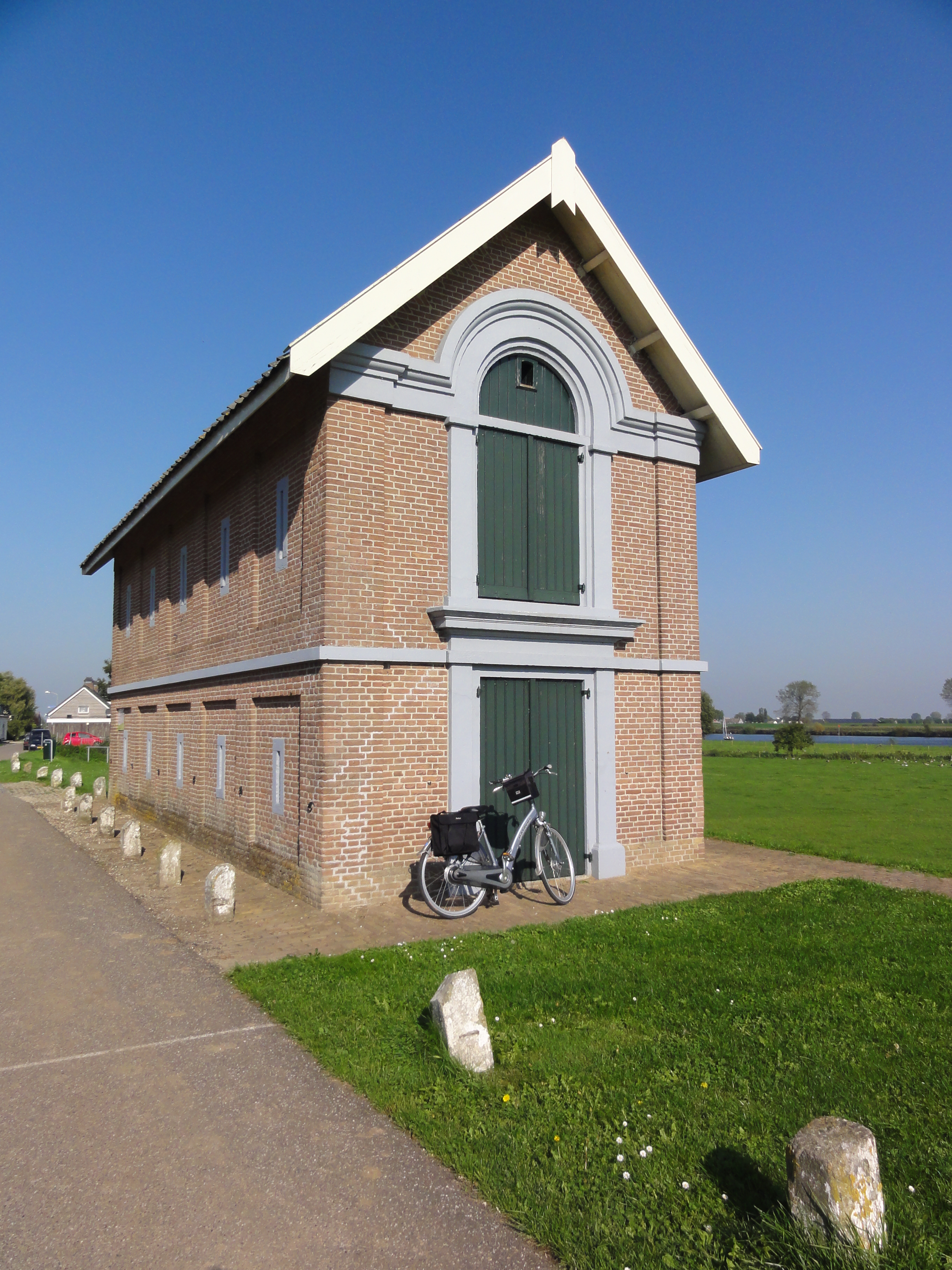
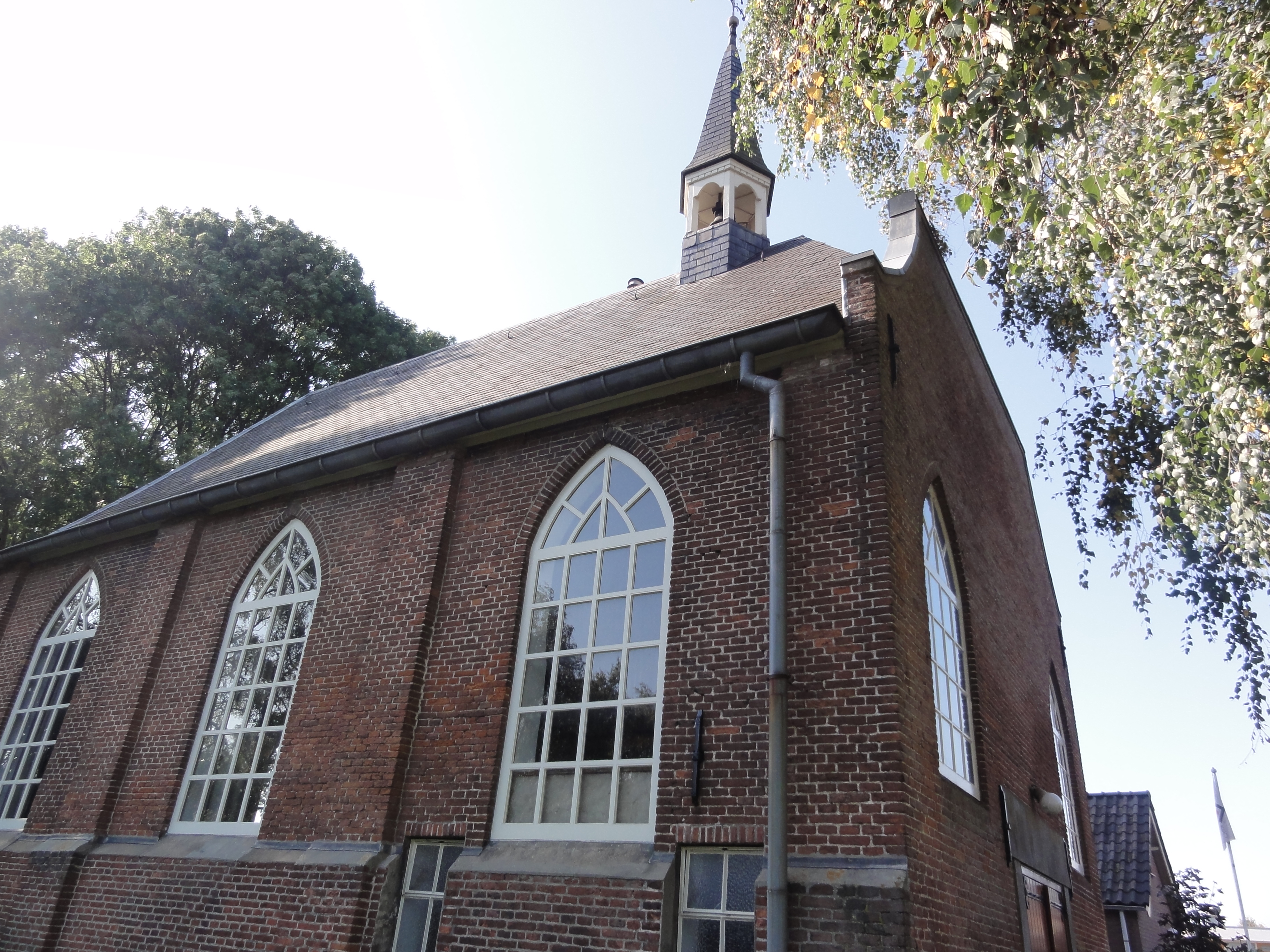
Реформистська церква
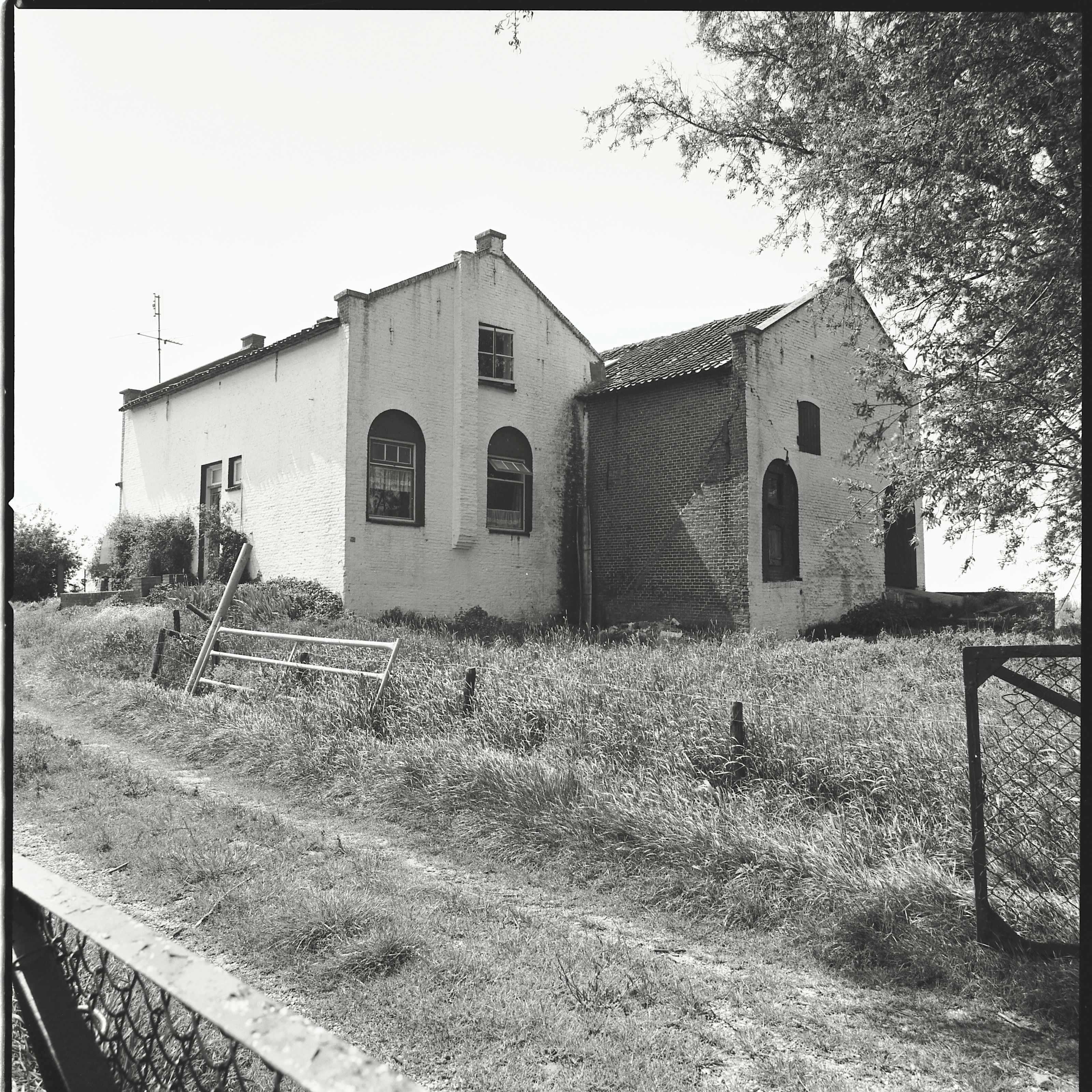
Колишня парова насосна станція